# Roxane Noat-Notari
Roxane Noat-Notari (* 1913 als Roxane Notari; † 27. März 2004 in Monaco) war eine monegassische Politikerin. Nach der Einführung des allgemeinen Wahlrechts für Frauen zog sie 1963 als erstes weibliches Mitglied in den Nationalrat (französisch Conseil National) des Fürstentums Monaco ein.

## Leben und Wirken

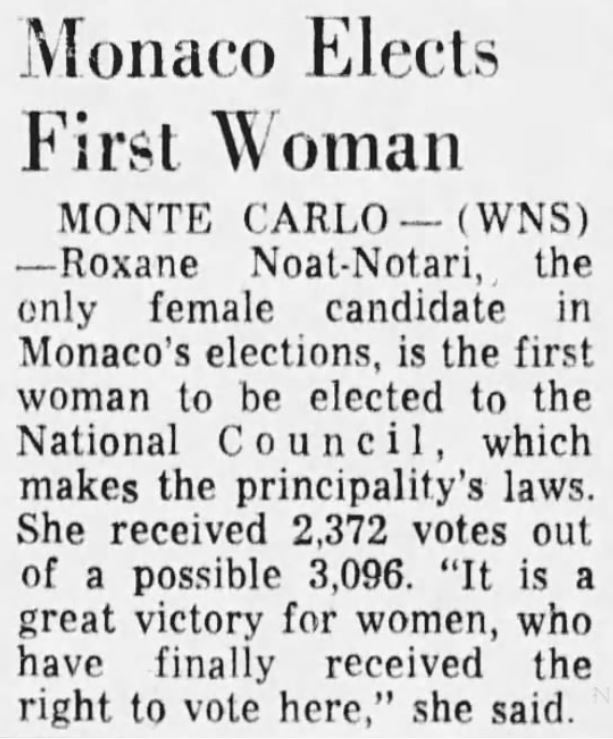
Bericht über den Wahlsieg von Noat-Notari im Montreal Star, 18. März 1963

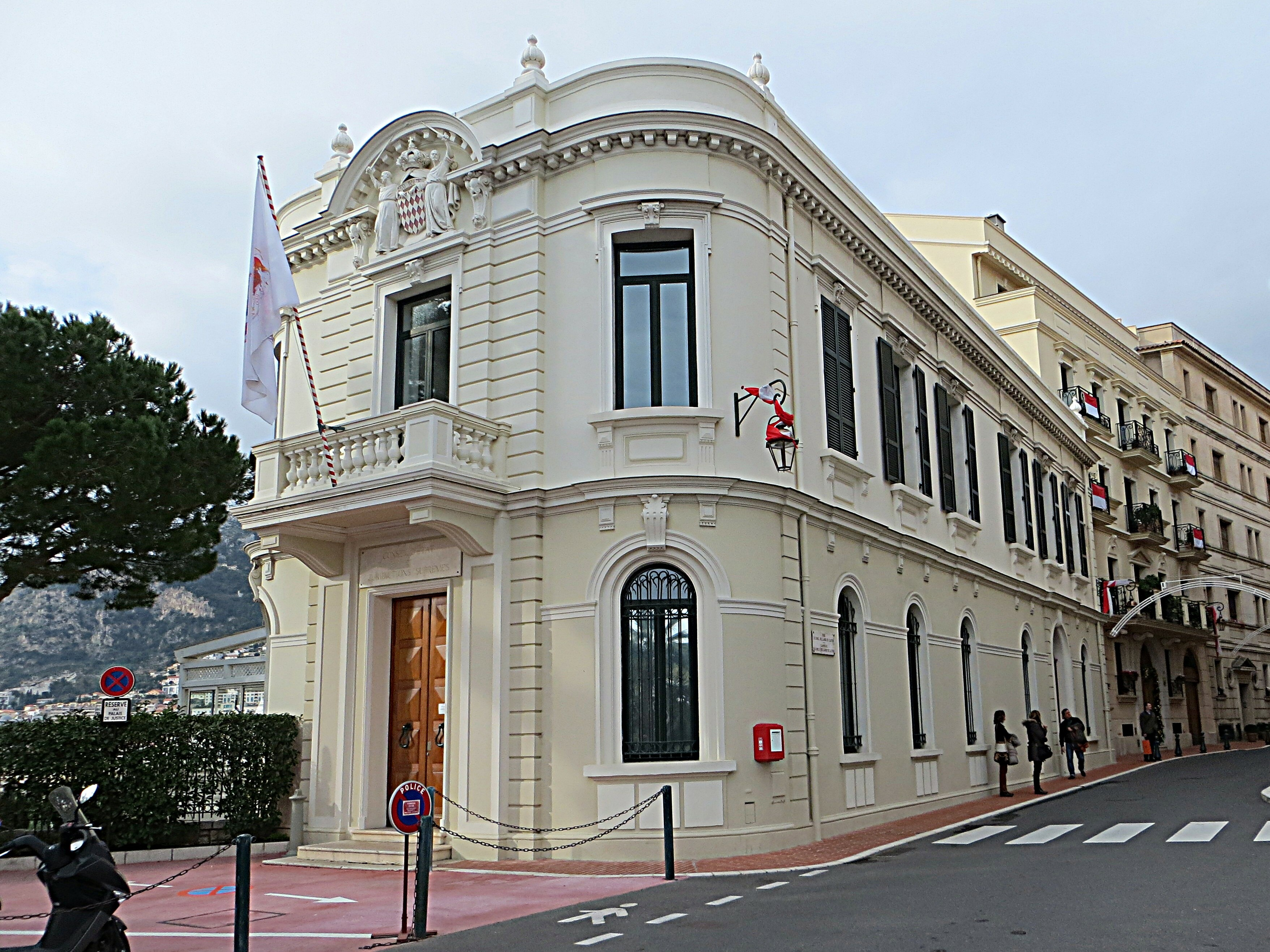
Wirkungsstätte Noat-Notaris: das alte Nationalratsgebäude

Noat-Notari war eines von sieben Kindern von Dinah und Louis Notari (1879–1961). Ihr Vater war Schriftsteller und Poet und eine bekannte Persönlichkeit des politischen und kulturellen Lebens in Monaco; er gilt als „Vater der monegassischen Literatur“ und als „Erwecker des Nationalbewusstseins“ der Monegassen.
Über die frühen Jahre, ihre Ausbildung und ihr Leben vor Beginn ihres politischen Engagements ist wenig bekannt. Im Alter von über vierzig Jahren wurde Roxane Notari 1955 bei den Kommunalwahlen als erste Frau in den Gemeinderat (französisch Conseil communal) gewählt und 1958 sowie 1963 jeweils wiedergewählt. Eines der wenigen erhaltenen öffentlichen Fotos von Noat-Notari ist ein Gruppenfoto aus dem Jahr 1955, das sie zusammen mit ihren vierzehn männlichen Gemeinderatskollegen zeigt. Acht Jahre lang blieb sie die einzige Frau in diesem Gremium.
Erst 1962 erlangten die Frauen in Monaco die volle politische Gleichberechtigung mit den Männern und erhielten damit auch das aktive und passive Wahlrecht für die Nationalratswahlen. Im folgenden Frühjahr kandidierte Noat-Notari bei den Nationalratswahlen als Mitglied der Nationalen Demokratischen Union (französisch Union Nationale et Démocratique, UND). Sie wurde am 24. Februar 1963 gewählt und zog damit als erste Frau in den monegassischen Nationalrat ein. Zeitungen in zahlreichen Ländern, darunter die Vereinigten Staaten, Kanada und England, berichteten über ihren Wahlsieg. Bei den Nationalratswahlen in den Jahren 1968, 1973 und 1978 wurde sie jeweils wiedergewählt.
Neben ihrer politischen Tätigkeit engagierte sich Noat-Notari in zahlreichen Organisationen. Im Jahr 1963 wurde sie Gründungspräsidentin der World Association of Children’s Friends. Später war sie Präsidentin des Verwaltungsrats des monegassischen Zweiges der Pfadfinderorganisation (französisch Association des Guides et Scouts de Monaco, AGSM), Vizepräsidentin der Monegassischen Vereinigung für die Hilfe und den Schutz behinderter Kinder (französisch Association monégasque pour l’aide et la protection de l'enfance inadaptée AMAPEI) und Mitglied des Verwaltungsrats der Rotkreuzgesellschaft von Monaco (französisch Croix-Rouge monégasque) sowie Mitglied der nationalen UNESCO-Kommission.
Zudem gehörte Noat-Notari der Kommission für die monegassische Sprache (französisch Commission pour la Langue Monégasque) an. Sie war auch Mitglied der Folkloregruppe Groupe Folklorique Monégasque und zählte zu den Persönlichkeiten Monacos, die bei offiziellen Anlässen die monegassische Volkstracht trugen.
Noat-Notari war mit Alexandre Noat verheiratet. Ihr Ehemann, Professor für Mathematik, war aus dem französischen Hochschuldienst nach Monaco abgeordnet und lehrte am Gymnasium „Lycee Albert Premier“.
Roxane Noat-Notari starb am 27. März 2004 in ihrem 91. Lebensjahr in Monaco. Am 1. April 2004 wurde sie während einer öffentlichen Sitzung des Nationalrats mit einer Gedenkrede gewürdigt.

## Ehrungen und Auszeichnungen
- Ordre de Saint-Charles (Officier)[3]
- Croix en Vermeil de la Reconnaissance de la Croix-Rouge monégasque (dt. etwa: Anerkennungskreuz in Vermeil des monegassischen Roten Kreuzes)[3]